# Otradice
Otradice (s předložkou 2. pád do Otradic, 6. pád v Otradicích, česky do roku 1880 Odratice, do roku 1918 Otratice; německy Otratitz, Odratitz) jsou vesnice, místní část Náměště nad Oslavou. Ve vesnici žije 52 obyvatel.

## Geografická charakteristika
Katastrální území Otradic leží na východě kraje Vysočina v okrese Třebíč. Na východě hraničí s územím Horních Lhotic a Hlubokého, na západě s územím Náměště nad Oslavou, na jihu Kralic nad Oslavou a na severu Jinošova.
Vesnice se rozkládá asi 2 km východně od Náměště nad Oslavou, s níž jsou spojeny silnicemi č. II/399 a III/3994. Katastrální území se skládá ze dvou rozdílných částí oddělených krčkem při potoku Jinošovském, přítoku Chvojnice: západní části se zastavěným územím obce a východní části – lesní trati Rakovec. Nadmořská výška vesnice se pohybuje kolem 460 m n. m.

## Historie
První písemná zmínka o Otradicích pochází z roku 1209.
Z hlediska územní správy byly Otradice pod názvem Odratice v letech 1869–1880 vedeny jako osada Náměště nad Oslavou v okrese Třebíč, v roce 1890 pak taktéž pod názvem Otratice, v letech 1900–1910 jako obec Otratice v okrese Třebíč, v letech 1921–1930 jako obec v okrese Třebíč, v roce 1950 jako obec v okrese Velká Bíteš, v letech 1961–1976 jako obec v okrese Třebíč, částí Náměště nad Oslavou pak znovu od 1. dubna 1976.
| Rok            | 1869 | 1880 | 1890 | 1900 | 1910 | 1921 | 1930 | 1950 | 1961 | 1970 | 1980 | 1991 | 2001 |
| -------------- | ---- | ---- | ---- | ---- | ---- | ---- | ---- | ---- | ---- | ---- | ---- | ---- | ---- |
| Počet obyvatel | 175  | 186  | 177  | 166  | 192  | 165  | 158  | 165  | 113  | 111  | 70   | 51   | 45   |

Otradice bývaly samostatným statkem s vlastní vladyckou rodinou.

## Pamětihodnosti
- zaniklá tvrz
- socha Jana Nepomuckého z roku 1740
- zvonice z 19. století[3]